# Beauchêne (Loir-et-Cher)
Beauchêne é uma comuna francesa na região administrativa do Centro, no departamento de Loir-et-Cher. Estende-se por uma área de 10,08 km². Em 2010 a comuna tinha 166 habitantes (densidade: 16,5 hab./km²).